# Женейденгаттен (Огайо)
Женейденгаттен (англ. Gnadenhutten) — селище (англ. village) в США, в окрузі Таскарвас штату Огайо. Населення — 1240 осіб (2020).

## Географія
Женейденгаттен розташований за координатами 40°21′34″ пн. ш. 81°25′32″ зх. д. / 40.35944° пн. ш. 81.42556° зх. д. (40.359396, -81.425693).  За даними Бюро перепису населення США в 2010 році селище мало площу 2,50 км², з яких 2,50 км² — суходіл та 0,00 км² — водойми.

## Демографія
Згідно з переписом 2010 року, у селищі мешкало 1288 осіб у 509 домогосподарствах у складі 359 родин. Густота населення становила 515 осіб/км².  Було 553 помешкання (221/км²).
Расовий склад населення:
| - 99,1 % — білих |

До двох чи більше рас належало 0,7 %. Частка іспаномовних становила 0,5 % від усіх жителів.
За віковим діапазоном населення розподілялося таким чином: 25,6 % — особи молодші 18 років, 57,0 % — особи у віці 18—64 років, 17,4 % — особи у віці 65 років та старші. Медіана віку мешканця становила 39,3 року. На 100 осіб жіночої статі у селищі припадало 98,2 чоловіків;  на 100 жінок у віці від 18 років та старших — 90,8 чоловіків також старших 18 років.
Середній дохід на одне домашнє господарство  становив 54 391 долар США (медіана — 51 016), а середній дохід на одну сім'ю — 59 767 доларів (медіана — 56 615). Медіана доходів становила 46 184 долари для чоловіків та 26 900 доларів для жінок. За межею бідності перебувало 14,8 % осіб, у тому числі 22,1 % дітей у віці до 18 років та 0,9 % осіб у віці 65 років та старших.
Цивільне працевлаштоване населення становило 688 осіб. Основні галузі зайнятості: освіта, охорона здоров'я та соціальна допомога — 33,6 %, виробництво — 27,5 %, роздрібна торгівля — 10,5 %, будівництво — 7,1 %.